# 加藤延夫
加藤 延夫（かとう のぶお、1930年1月25日 - 2025年5月7日）は、日本の細菌学者。位階は従三位。医学博士。名古屋大学名誉教授、元総長。愛知県名古屋市出身。
衆議院議長、法務大臣を務めた国会議員加藤鐐五郎の孫婿。

## 略歴
- 1942年　旧制愛知県明倫中学校（現愛知県立明和高等学校）入学
- 1950年　旧制第八高等学校卒業
- 1954年　名古屋大学医学部医学科卒業
- 1959年　名古屋大学大学院医学研究科博士課程修了（医学博士）
学位論文「人血液ビタミンB12に関する研究」
- 1959年　名古屋大学医学部助手
- 1963年　名古屋大学医学部講師
- 1963年　愛知学院大学歯学部助教授
- 1970年　名古屋大学医学部助教授
- 1973年　名古屋大学医学部教授
- 1992年4月　名古屋大学総長（1998年3月まで）

その後、愛知医科大学学長、同理事長。
- 2025年5月7日　死去。95歳没[2]。死没日付をもって従三位に叙された[3]。

## 栄典
- 瑞宝大綬章（2006年）[4][5]

## 学会および社会における活動
- 愛知芸術文化センター総長[2]
- 日本細菌学会総会長（1993年）[6]
- 日本エンドトキシン研究会名誉会員
- 大学設置・学校法人審議会委員
- 財団法人名古屋国際芸術文化交流財団評議員
- 公益財団法人大幸財団理事長
- 特定非営利活動法人バイオものづくり中部理事長
- 特定非営利活動法人日本医学歯学情報機構顧問
- 特定非営利活動法人先端医療推進機構特別顧問
- 中京テレビ放送番組審議会委員長
- 名古屋日独協会副会長

## 著書
- 『世紀のはざまにて――医学徒の回想と展望』　名古屋大学出版会、1996年
- 『微生物vs.人類――感染症とどう戦うか』　講談社現代新書、2005年